# Harpalus hospes
Harpalus hospes är en skalbaggsart som beskrevs av Sturm 1818. Harpalus hospes ingår i släktet Harpalus, och familjen jordlöpare. Arten har ej påträffats i Sverige.